# Michael Rooker
Michael Rooker (Jasper, SAD, 6. travnja 1955.) američki glumac.

## Životopis
Rooker je rođen u Jasperu u Alabami ima osmero braće i sestara. Studirao je u Chicagu, gdje je preselio sa svojom majkom, braćom i sestrama u dobi od trinaest godina, nakon što su njegovi roditelji razveli.
Svoju prvu filmsku ulogu imao je 1986. godine u filmu Henry: Portret serijskog ubojice, film se temelji na ispovijesti serijskog ubojice Henryja Lee Lucasa.  Tijekom sljedećih godina pojavio se u brojnim filmovima uključujući filmove Mississippi u plamenu, Sakupljač kostiju, Eliminator, Specijalna jedinica,  Elitni ubojice, Misterija i drugi. Kao gost nastupio je u TV seriji Zvjezdana vrata SG-1 i Crime Story.
Godine 2010., Rooker je glumio Jamesa Felixa McKenneya u horor filmu Hipotermija. U lipnju 2010., objavio je na svojem Twitter profilu da će se pojaviti u AMC-evoj serija Živi mrtvaci.  U seriji glumi Merlea Dixona, jednog od preživjelih ljudi nakon invazije zombija.

## Vanjske poveznice
- Službena stranica Michaela Rookera
- Michael Rooker na Internet Movie Database